# LG Optimus 3D MAX
LG Optimus 3D MAX (P725) — двухъядерный смартфон на базе ОС Android компании LG Electronics, являющийся развитием модели LG Optimus 3D и оснащенный стереоскопическим дисплеем на базе параллаксного барьера. Компания LG Electronics представила Optimus 3D MAX 27 февраля 2012 года на выставке Mobile World Congress 2012.
Это второй смартфон компании LG, способный записывать 3D-фото и видео и воспроизводить их на встроенном 3D-экране без применения дополнительных стерео-очков или на внешнем 3D-телевизоре.

## Дизайн смартфона
LG Optimus 3D MAX выполнен в виде моноблока с полностью стеклянной лицевой поверхностью, выполненной из стекла Gorilla Glass-2, пластиковой фактурной задней панелью и металлической боковой гранью со скругленными углами.
На передней панели — 4 стандартные сенсорные кнопки. Модуль стереоскопической камеры чуть выступает над поверхностью задней панели.
В LG Optimus 3D MAX есть четыре механических клавиши: кнопка включения/разблокировки, сдвоенные клавиши регулировки громкости звука и кнопка «3D» доступа к 3D-меню. Камера не имеет собственной механической кнопки спуска и управляется с тачскрина, однако с помощью стороннего ПО камерой можно управлять механической кнопкой доступа к 3D-меню. Также штатно кнопка «3D» в режиме работы с камерой позволяет переключаться между обычным и стереоскопическим режимом съемки.
Смартфон имеет 3,5-мм разъём для наушников/гарнитуры, разъемы microUSB и mini-HDMI.
На фронтальной поверхности над экраном находятся фронтальная VGA-камера. На задней стороне смартфона находятся два объектива 3D-камеры, разнесенные на 24 мм и светодиодная вспышка между ними.
Слоты для SIM и microSD карт находятся под задней крышкой аппарата.

## Технические характеристики
В смартфоне установлен 1 ГБ оперативной памяти и 8 ГБ встроенной флеш-памяти. Так же есть слот microSD, поддерживающий карты ёмкостью до 32 ГБ.
LG Optimus 3D MAX оснащён 4.3-дюймовым жидкокристаллическим IPS сенсорным емкостным экраном с разрешением 480 × 800 пикселей и возможностью отображения 16 млн цветов собственного производства. Отличительной особенностью IPS дисплеев LG является высокая яркость и широкий угол обзора. Такие дисплеи приобретает у LG компания Apple для установки на некоторые партии IPhoneM.
Дисплей имеет управляемую матрицу для создания параллаксного барьера, которая обеспечивает возможность просматривать 3D изображения. Наилучшая зона оптического восприятия 3D — 30-40 см от глаз до экрана.
Смартфон LG Optimus 3D имеет micro-HDMI порт, а 3D Max -не имеет HDMI. На оба аппарата устанавливают сдвоенную 5-мегапиксельную камеру. Они способны записывать и воспроизводить полноценное (1080p) HD видео и стереоскопическое видео в разрешении 720p, а также воспроизводить их на внешних 3D-устройствах (телевизорах или мониторах). Оптимальное расстояние для съемке стерео фотографий и видеороликов — 0.5-4 м от камеры до предмета съемки.
Смартфон LG Optimus 3D MAX выполнен на однокристальном чипе TI OMAP4430 от Texas Instruments, который содержит в четыре раза больше видеодекодеров (300МГц сопроцессор PowerVR SGX540 GPU с поддержкой OpenGL ES v2.0, OpenGL v1.1, OpenVG v1.1, EGL v1.3) и в два раза быстрее обрабатывает графику, в отличие от NVIDIA Tegra 2, на котором выполнен LG Optimus 2X.
В Optimus 3D MAX применена Tri-Dual архитектура, включающая 2-х ядерный процессор Cortex-A9 с тактовой частотой 1.2 ГГц, 2-х канальный режим передачи данных и 2-х канальную архитектуру памяти.
Из коробки смартфон работает на Android 2.3 Gingerbread, также производитель обещает апгрейд до Android 4.0 Ice Cream Sandwich.
В LG Optimus 3D используется Li-Ion аккумулятор емкостью 1520 мАч.

## Варианты названий смартфона
- LG Optimus 3D MAX
- LG Optimus P725
- LG Optimus 3D Cube (LG-SU870) для корейского рынка